# Ernobius filicornis
Ernobius filicornis är en skalbaggsart som beskrevs av Leconte 1879. Ernobius filicornis ingår i släktet Ernobius och familjen trägnagare. Inga underarter finns listade i Catalogue of Life.